# August Binz
August Binz (* 8. Dezember 1870 in Basel; † 7. März 1963 ebenda, reformiert, heimatberechtigt in Basel) war ein Schweizer Botaniker. 
Sein botanisches Autorenkürzel lautet „Binz“.

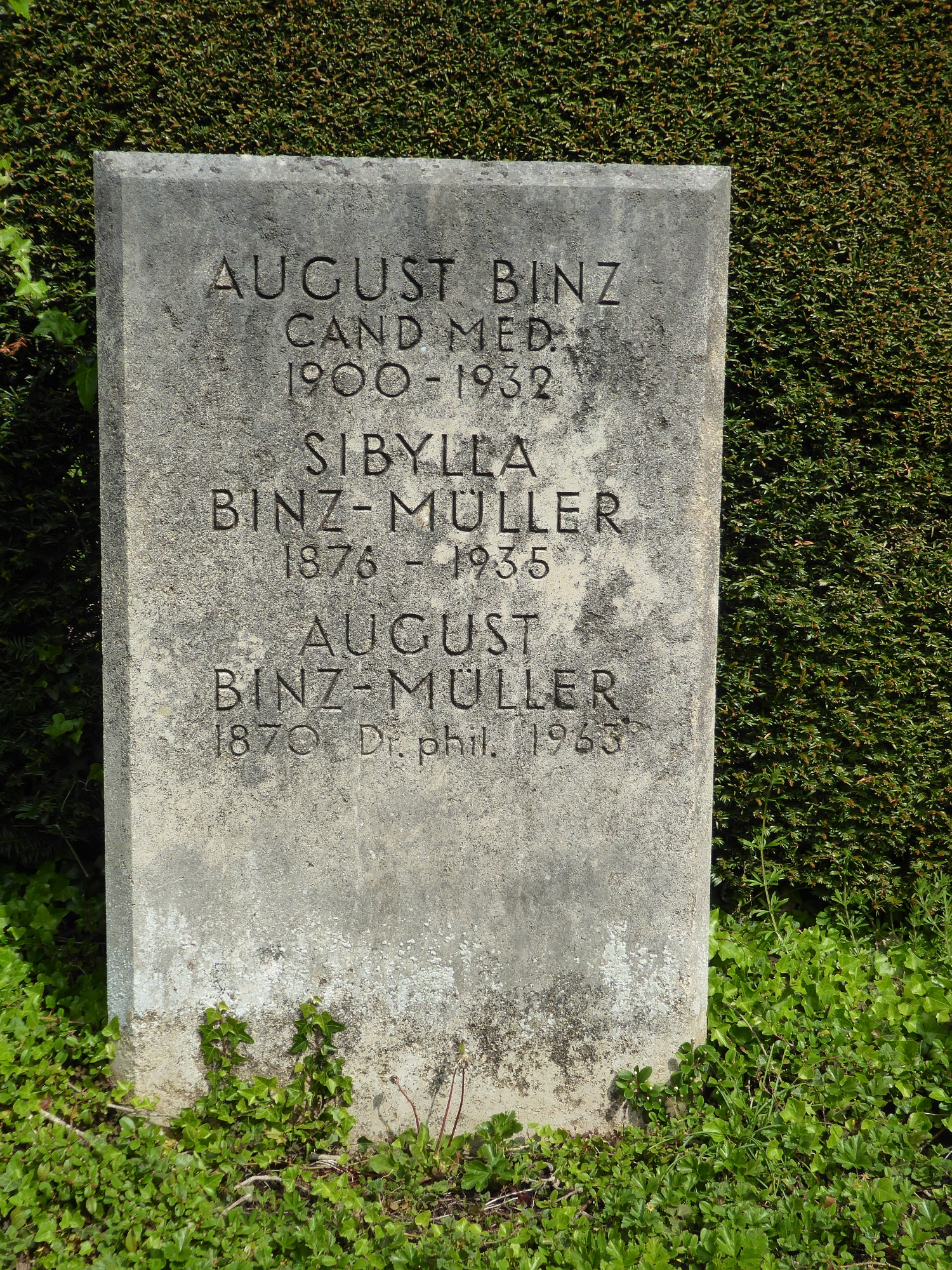
Grab auf dem Friedhof am Hörnli.

## Leben
August Binz kam am 8. Dezember 1870 in Basel als Sohn des Gärtners Johann August Binz zur Welt. Nach dem Studium an den Universitäten Basel und Zürich promovierte August Binz im Jahr 1892 bei Arnold Dodel (1843–1908). In der Folge war er kurze Zeit als Lehrer in St. Gallen, anschliessend in Glarus, wo er sich bereits der Floristik zuwandte, tätig. Im Anschluss lehrte Binz zwischen  1896 und 1931 an der Oberen Realschule in Basel. Daneben wirkte er von 1913 bis 1957 als Kustos der Herbarien am Botanischen Institut der Universität  Basel.
Er war verheiratet mit Sibylla geborene Müller (1876–1935). August Binz verstarb am 7. März 1963 im Alter von 92 Jahren in Basel. Seine letzte Ruhestätte fand er auf dem  Friedhof am Hörnli.

## Wirken
Bereits im Rahmen seiner Dissertation über die Morphologie und Entstehungsgeschichte der Stärkekörner lokalisierte August Binz das Chlorophyll eindeutig in den Grana der Chloroplasten. Seine bedeutende Arbeit Flora von Basel und Umgebung, erschienen 1901, erweiterte Binz 1920 zur Schul- und Exkursionsflora der Schweiz. Das Buch war während vieler Jahre das Standard-Bestimmungsbuch an Schweizer Gymnasien. Es wurde 1957, in der 8.–17. Auflage  unter dem Titel Schul- und Exkursionsflora für die Schweiz von Alfred Becherer (1897–1977) bearbeitet. Die 18. und 19. Auflage, erschienen 1986 sowie 1990, wurde von Christian Heitz (1942–2006) neu konzipiert.